# Thomas Davy
Pour les articles homonymes, voir Davy.
Thomas Davy, né le 1er mai 1968 à Paris, est un coureur cycliste français actif dans les années 1990. Professionnel de 1992 à 1997, son palmarès comprend notamment une victoire obtenue au Tour de l'Avenir en 1993.

## Biographie
Champion de France amateur en 1991, Thomas Davy commence sa carrière professionnelle en 1992 au sein de l'équipe Castorama. Il remporte le Tour de l'Avenir en 1993. L'année suivante, il participe à son premier Tour de France qu'il termine à la 21e place. Il est recruté en 1995 par l'équipe espagnole Banesto. Il épaule Miguel Indurain lors de sa cinquième et dernière victoire sur le Tour de France. En avril 1996, il fait l'objet d'un contrôle antidopage positif qui lui vaut une suspension de 3 semaines. Il effectue une dernière saison au sein de l'équipe La Française des jeux.
En 2000, il témoigne lors du procès de l'affaire Festina. Il y décrit une organisation du dopage sous contrôle médical au sein de l'équipe Banesto du temps de Miguel Indurain. Il désigne également le soigneur belge Jeff d'Hondt comme son fournisseur d'EPO durant sa saison chez La Française des Jeux.

## Palmarès

### Palmarès amateur
- 1988
  - Toulouse-Montauban
- 1989
  - 2e du Tour de la Moyenne Alsace
  - 3e de Bordeaux-Saintes
- 1990
  - Grand Prix du Val de Villé
  - 2e du Tour Nivernais Morvan
- 1991
  -  Champion de France sur route amateurs
  - 1re étape du Tour Nivernais Morvan
  - Tour de Moselle :
    - Classement général
    - 1re étape

  - 5e étape du Circuit des Mines[3]
  - Tour des Vosges
  - 2e du Tour Nivernais Morvan
  - 2e du Circuit des Matignon
  - 3e du championnat d'Alsace

### Palmarès professionnel
- 1992
  - 12e étape du Tour de l'Avenir
- 1993
  - Classement général du Tour de l'Avenir
- 1994
  - 4eb étape du Circuit de la Sarthe

## Résultats sur les grands tours

### Tour de France
2 participations
- 1994 : 21e
- 1995 : 80e

### Tour d'Italie
3 participations
- 1992 : 73e
- 1994 : 40e
- 1995 : 33e